# Xã Henry, Quận Marshall, Illinois
Xã Henry (tiếng Anh: Henry Township) là một xã thuộc quận Marshall, tiểu bang Illinois, Hoa Kỳ. Năm 2010, dân số của xã này là 2.700 người và chứa 1.227 hộ gia đình.